# 宋文明 (嘉靖進士)
宋文明（1504年—？），字汝化，號豫斋，山東東昌府臨清州民籍山西洪洞縣人，明朝政治人物。

## 生平
嘉靖十六年山東鄉試第三十一名舉人。嘉靖二十六年（1547年）中式丁未科會試第七十八名，登第二甲第六十八名進士。歷刑部主事、员外郎。

## 家族
曾祖宋拯，提學副使；祖父宋讓；父宋天祥，母郭氏。永感下。弟文昇、文言、文选、文粹。子尚樸、尚簡、尚默。